# Delphis-Adolphe Beaulieu
 (novembre 2015).
Si vous disposez d'ouvrages ou d'articles de référence ou si vous connaissez des sites web de qualité traitant du thème abordé ici, merci de compléter l'article en donnant les références utiles à sa vérifiabilité et en les liant à la section « Notes et références ».
Delphis-Adolphe Beaulieu, né le 4 juin 1849 à Laval et mort le 10 septembre 1928 à Montréal est un décorateur et peintre de décors de théâtre. 

## Biographie
Baptisé Adolphe Beaulieu le 4 juin 1849 à Laval et né ce même jour. Fils de Raphaël Beaulieu et de Marie Labelle. Il se marie avec Marguerite Labelle à Laval le 10 juillet 1872.
Beaulieu a probablement été formé à l’école Joseph-Chabert à Montréal. Il se consacra à diverses activités telles que la dorure sur verre, la peinture d’enseignes et d’ornements, la décoration de maisons et la peinture en bâtiment. En 1878, il s’associe à Onésime M. Lavoie. Ils réaliseront de nombreux projets, notamment le décor des voûtes de l’église et du baptistère de l’église Sainte-Famille, à Boucherville, celui de la chapelle du couvent des Carmélites, dans le quartier Hochelaga, à Montréal, de même que les travaux de décoration de l'église Saint-Sauveur de Québec. En 1888, Beaulieu, « décorateur et fresquiste », décide de faire cavalier seul. 
Beaulieu réalise de nombreux décors d’églises, notamment ceux de l’Annonciation d’Oka, de l'église Saint-Vincent-de-Paul de Laval, de la cathédrale Marie-Reine-du-Monde de Montréal et de la chapelle Notre-Dame-de-Bon-Secours en 1908.